# Leucopis annulipes
Leucopis annulipes är en tvåvingeart som beskrevs av Zetterstedt 1848. Leucopis annulipes ingår i släktet Leucopis och familjen markflugor. Arten är reproducerande i Sverige. Inga underarter finns listade i Catalogue of Life.